# Laëtitia Nallet

Laëtitia Nallet est une journaliste française spécialisée dans la décoration,  animatrice de radio et de télévision. 

## Biographie

### Généralités
Originaire de l'Isère, Laëtitia Nallet débute à 15 ans sur Radio Télé Alpes entre deux cours. Suivent Fréquence + et Fréquence Dauphiné. 
À 18 ans, le bac en poche, elle poursuit ses gammes[précision nécessaire] sur Radio France Isère, puis sur RFI, RMC et enfin RTL où elle traite l'info de façon décalée. 

### Carrière à la radio
Pendant la saison 1996-1997 puis en 2001 et 2002, elle présente RTL Matin en compagnie de Stéphane Boudsocq.
Elle est également l'animatrice de Maison, jardin, cuisine, sur RTL, le week-end avec Patricia Beucher. Elle y partage ses astuces pour réaliser des travaux.
Elle propose également des pages décoration dans Modes et travaux.
Entre 2013 et 2019, elle coanime également l'émission d'astrologie Faites-moi signe sur RTL avec Christine Haas diffusée l'été et lors des fêtes de fin d'année.
En 2020, elle présente le podcast Écoute d'intérieurs consacrée à l'habitation des foyers en période de confinement et proposé par l'enseigne Leroy Merlin.

### Carrière à la télévision
Sur la Cinquième, elle débute à la télévision en 1995 avec René Chaboud dans l'émission Question de temps, qui raconte comment se fait la pluie et le beau temps. Elle rejoint ensuite France 3 en 1998 sur laquelle elle remplace Valérie Mairesse dans l'émission Je passe à la télé en duo avec Georges Beller puis Gérard Vivès.
De 1999 à 2011, sur France 3, elle présente Côté Maison avec Laurent Petitguillaume.
Dans les années 2000 et 2010, elle a été chroniqueuse dans les émissions Le Magazine de la santé et C'est au programme diffusées respectivement sur France 5 et France 2.

## Résumé de carrière

### Parcours en radio
Sauf indication contraire, les assertions de cette section sont sourcées dans la section « Biographie » du présent article
- 1996-1997 : RTL Matin (pré-matinale, co-animatrice avec Stéphane Boudsocq) sur RTL
- 2001-2002 : Bonjour c'est RTL (pré-matinale, co-animatrice avec Stéphane Boudsocq) sur RTL
- 2005-2006 : Tendance brico-déco (chroniqueuse) sur France Info
- 2006-2009 : Maison avec jardin (chroniqueuse) sur RTL
- 2009-2014 : Maison jardin cuisine détente (chroniqueuse) sur RTL
- 2013-2019 : Faites-moi signe puis Quel est votre signe (co-animatrice avec Christine Haas) sur RTL
- 2014 : La curiosité est un vilain défaut (co-animatrice avec Thomas Hugues) sur RTL
- 2014-2018 : Maison jardin cuisine brocante (co-animatrice avec Eglantine Emeyé, Sébastien Demorand et Patricia Beucher) sur RTL
- 2018-2019 : La déco RTL (chroniqueuse) sur RTL
- 2018-2020 : À la bonne heure (chroniqueuse) sur RTL
- 2019-2020 : Bien chez soi, bien sur la planète (chroniqueuse) sur RTL.

### Télévision
- 1995 : Le journal du temps (présentatrice) sur France 5
- 1995 : Question de temps (présentatrice) sur France 5
- 1997-1998 : Je passe à la télé (co-présentatrice avec Gérard Vives) sur France 3
- 1999-2011 : Côté maison (co-présentatrice avec Laurent Petitguillaume) sur France 3
- 2008 : Le Magazine de la santé (chroniqueuse) sur France 5
- 2011 : Ça déménage (co-présentatrice avec Laurent Petitguillaume) sur France 3
- 2014 : C'est au programme (chroniqueuse) sur France 2